# Bangladeschische Frauen-Cricket-Nationalmannschaft in Irland in der Saison 2016
Die Tour der bangladeschischen Frauen-Cricket-Nationalmannschaft nach Irland in der Saison 2016/17 fand vom 5. bis zum 10. September 2016 statt. Die internationale Cricket-Tour war Bestandteil der Internationalen Cricket-Saison 2016 und umfasste drei WODIs und zwei WTwenty20s. Bangladesch gewann die WODI-Serie 1–0, Irland die WTwenty20-Serie 1–0.

## Vorgeschichte
Irland spielte zuvor eine Tour gegen Südafrika, für Bangladesch war es die erste Tour der Saison. Das letzte Aufeinandertreffen der beiden Mannschaften bei einer Tour fand in der Saison 2012 in Irland statt.

## Stadien
Die folgenden Stadien wurden für die Tour als Austragungsort vorgesehen.
| Stadion                    | Stadt        | Kapazität | Spiele                |
| -------------------------- | ------------ | --------- | --------------------- |
| Stormont                   | Belfast      | 7.000     | 2. & 3. WODI          |
| Bready Cricket Club Ground | Magheramason | 3.000     | 1. WODI; 1. & 2. WT20 |

## Kaderlisten
Bangladesch benannte seinen Kader am 28. August 2016.
| WODI | WODI | WTwenty20 | WTwenty20 |
| Irland | Südafrika | Irland | Südafrika |
| --- | --- | --- | --- |
| - Laura Delany (K) - Kim Garth - Cecelia Joyce - Isobel Joyce - Shauna Kavanagh - Meg Kendal (wk) - Amy Kenealy - Gaby Lewis - Robyn Lewis - Ciara Metcalfe - Lucy O’Reilly - Clare Shillington - Mary Waldron (wk) | - Jahanara Alam (K) - Ayasha Rahman (VK) - Fahima Khatun - Farzana Hoque - Jannatul Ferdous - Khadija Tul Kubra - Lata Mondal - Nahida Akter - Nigar Sultana (wk) - Panna Ghosh - Ritu Moni - Rumana Ahmed - Sanjida Islam - Suraiya Azmin - Shaila Sharmin - Sharmin Akhter | - Laura Delany (K) - Kim Garth - Jennifer Gray - Cecelia Joyce - Isobel Joyce - Shauna Kavanagh - Amy Kenealy - Gaby Lewis - Robyn Lewis - Ciara Metcalfe - Lucy O’Reilly - Clare Shillington - Mary Waldron (wk) | - Jahanara Alam (K) - Ayasha Rahman (VK) - Fahima Khatun - Farzana Hoque - Jannatul Ferdous - Khadija Tul Kubra - Lata Mondal - Nahida Akter - Nigar Sultana (wk) - Panna Ghosh - Ritu Moni - Rumana Ahmed - Sanjida Islam - Suraiya Azmin - Shaila Sharmin - Sharmin Akhter |

## Women’s Twenty20 Internationals

### Erstes WTwenty20 in Magheramason
| 5. September Scorecard | Magheramason | Irland 54-8 (10/10)       | – | Bangladesch 48-6 (10/10) |
|                        |              | Irland gewinnt mit 6 Runs |   |                          |

Bangladesch gewann den Münzwurf und entschied sich als Feldmannschaft zu beginnen.

### Zweites WTwenty20 in Magheramason
| 6. September Scorecard | Magheramason | Irland   | – | Bangladesch |
|                        |              | Abgesagt |   |             |

## Women’s One-Day Internationals

### Erstes WODI in Magheramason
| 8. September Scorecard | Magheramason | Irland   | – | Bangladesch |
|                        |              | Abgesagt |   |             |

### Zweites WODI in Belfast
| 9. September Scorecard | Belfast | Irland 68-0 (18/47) | – | Bangladesch |
|                        |         |                     |   |             |

Bangladesch gewann den Münzwurf und entschied sich als Feldmannschaft zu beginnen. Spiel wurde auf Grund von Regenfällen abgesagt.

### Drittes WODI in Belfast
| 10. September Scorecard | Belfast | Irland 106 (40.1)               | – | Bangladesch 96 (37.5) |
|                         |         | Bangladesch gewinnt mit 10 Runs |   |                       |

Bangladesch gewann den Münzwurf und entschied sich als Schlagmannschaft zu beginnen.

## Auszeichnungen

### Player of the Series
Als Player of the Series wurden der folgende Spieler ausgezeichnet.
| Serie | Player of the Series |
| ----- | -------------------- |
| WODI  | Rumana Ahmed         |
| WT20  | –                    |